# Royal Aircraft Factory F.E.8
El Royal Aircraft Factory F.E.8 fue un caza monoplaza británico de la Primera Guerra Mundial, diseñado en la Royal Aircraft Factory. Aun siendo un pequeño aeroplano limpio y bien diseñado para un propulsor, no pudo escapar de la penalización en resistencia generada por su estructura de cola, y no fue rival para los cazas Albatros D.I de finales de 1916.

## Diseño y desarrollo
Con el DH.2, el F.E.8 fue uno de los primeros aviones llamados "exploradores", diseñado desde el principio como caza monoplaza. Ante la ausencia de un mecanismo de sincronización que proporcionara una ametralladora de tiro frontal para un explorador tractor como el S.E.2, se le dio una configuración propulsora.
En general, el nuevo diseño, producido por un equipo liderado por John Kenworthy, seguía la disposición convencional tipo "Farman", como hacía el competidor Airco DH.2 diseñado por Geoffrey de Havilland (que previamente había trabajado para la Royal Aircraft Factory), pero disponía de algunas características novedosas.
La góndola tenía, cosa poco usual para la época, una estructura enteramente metálica, con armazón de tubo de acero recubierto de duraluminio. Los prototipos estaban equipados con grandes tapabujes en las hélices, aunque luego fueron retirados, y los F.E.8 de producción fueron construidos sin ellos. Las alas tenían una cuerda estrecha, dándoles una alta relación de aspecto. Presentaban diedro por fuera de la ancha sección central, y los alerones tenían una gran envergadura poco usual (ocupando todo el borde de fuga por fuera de los botalones de cola). Los mismos botalones estaban unidos al larguero principal del plano de cola, en lugar de al poste del timón, lo que les daba un aspecto trapezoidal en alzado, en vez de en planta, más usual en un propulsor de estilo "Farman". Esto permitía la instalación de un plano de cola de incidencia variable, aunque no era ajustable en vuelo, solamente en tierra. Un único motor rotatorio Gnome 9 "Type B2" Monosoupape de 75 kW (100 hp) moviendo una hélice de cuatro palas propulsaba la aeronave, con la capacidad de usar el menos potente motor rotatorio de nueve cilindros Le Rhône 9C de 80 hp.
El nuevo avión realizó su primer vuelo el 15 de octubre de 1915, volado por Frank Gooden, que se mostró satisfecho con el manejo del mismo. Más tarde, la aeronave fue armada con una única ametralladora Lewis, que fue montada originalmente en un montaje móvil en el morro de la góndola, con la recámara de la ametralladora casi en los pies del piloto. En la práctica, demostró ser engorroso, y en los aparatos de producción, el arma fue montada directamente delante del piloto, de la misma forma que en el DH.2. Otros cambios requeridos antes de que el avión entrase en producción incluyeron combustible extra para contrarrestar las críticas de Hugh Trenchard, jefe del Real Cuerpo Aéreo en Francia, de que la autonomía del F.E.8 era demasiado corta. El nuevo caza no fue una gran mejora respecto del DH.2 (aunque era un poco más rápido, era bastante menos maniobrable). No obstante, fue puesto en producción por Darracq Motor Engineering Company y Vickers. Ningún constructor entregó sus F.E.8 particularmente rápido, así que el modelo llegó al frente en cantidad seis meses después que el DH.2.

## Historia operacional
El segundo prototipo, número de serie 7457, tenía un tapabuje instalado cuando fue enviado al No. 5 Squadron RFC en Abeele para evaluaciones, el 26 de diciembre de 1915; este tapabuje fue retirado en la primera quincena de enero de 1916. El 7457 se convirtió en la montura casi exclusiva del Capitán Frederick Powell.
Unos pocos F.E.8 de la primera producción fueron usados brevemente por el No. 29 Squadron del RFC, equipado con DH.12, en junio de 1916, pero no fue hasta agosto en que el No. 40 Squadron pasó a estar totalmente operativo con el modelo. La única otra unidad en estar completamente equipada con el modelo, el No. 41 Squadron, llegó a Francia en octubre.
Después de un buen comienzo, las unidades de F.E.8 tuvieron problemas con los nuevos cazas alemanes. El único as de la época con el modelo fue Edwin Benbow. El 6 de marzo de 1917, fue acreditado con el derribo de un caza alemán, muy probablemente el de Manfred von Richthofen, que se vio forzado a aterrizar con el depósito de combustible agujereado, escapando por poco de morir incinerado.
Justo tres días después, el 9 de marzo, el 40 Squadron se enfrentó de nuevo al Jagdstaffel 11, cuando nueve F.E.8 se enzarzaron con cinco D.III liderados personalmente por el Barón. Cuatro F.E.8 fueron derribados, otros cuatro resultaron muy dañados y el superviviente se incendió al aterrizar. Tras este desastre, el escuadrón fue reequipado con Nieuport 17, pero el No. 41 mantuvo sus propulsores hasta julio de 1917 (convirtiéndose en el último escuadrón de cazas propulsores monoplaza en Francia), usándolos en tareas de ataque al suelo durante la Batalla de Messines.
Dos F.E.8 fueron enviados a unidades de la Defensa Doméstica en 1917, pero el modelo no fue adoptado como caza de la misma.

## Operadores
Reino Unido
- Real Cuerpo Aéreo

## Reproducciones

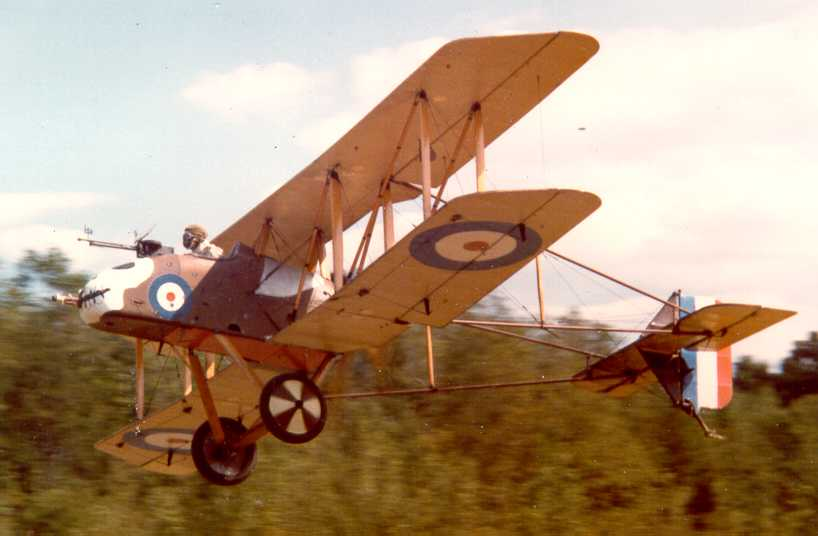
Reproducción de F.E.8 de Cole Palen en vuelo en Old Rhinebeck.

Cole Palen, fundador del Old Rhinebeck Aerodrome, construyó la primera reproducción volable conocida de un F.E.8, que se cree que voló por primera vez en 1970 en Old Rhinebeck con un motor rotativo Le Rhône 9C de 80 hp. Voló en las exhibiciones de fin de semana en Old Rhinebeck una serie de años, antes de ser retirada. Actualmente se encuentra en préstamo en el Museo Nacional del Aire y el Espacio de Estados Unidos del Smithsonian.
El Owls Head Transportation Museum en Maine posee otra reproducción de F.E.8 en su colección, propulsada por un moderno motor bóxer refrigerado por aire. Fue construida en California, antes de cruzar volando todo el país para ser donada a su llegada al Museo.

## Especificaciones (F.E.8 (motor Gnôme))
Referencia datos: The Royal Aircraft Factory

### Características generales
- Tripulación: Uno (piloto)
- Longitud: 7 m (23 ft)
- Envergadura: 9,6 m (31,5 ft)
- Altura: 2,8 m (9,2 ft)
- Superficie alar: 19,9 m² (214,2 ft²)
- Peso vacío: 406 kg (894,8 lb)
- Peso cargado: 611 kg (1346,6 lb)
- Planta motriz: 1× motor rotativo de 9 cilindros refrigerado por aire Gnome Monosoupape 9 Type B-2.
  - Potencia: 75 kW (103 HP; 102 CV)
- Hélices: Propulsora de cuatro palas de paso fijo

### Rendimiento
- Velocidad máxima operativa (Vno): 151 km/h (94 MPH; 82 kt) a nivel del mar
- Alcance: 2 h, 30 min
- Techo de vuelo: 4400 m (14 436 ft)
- Tiempo a altitud: 9 min, 30 s para 1829 m (6000 pies)

### Armamento
- Ametralladoras: 

  - 1x Lewis de 7,7 mm
- Bombas: Bombas ligeras

## Aeronaves relacionadas

### Aeronaves similares
- Airco DH.2

### Secuencias de designación
- Secuencia F.E._ (interna de Royal Aircraft Factory (Farman Experimental, Fighting Experimental)): ← F.E.5 - F.E.6 - F.E.7 - F.E.8 - F.E.9 - F.E.10 - F.E.11 →